# Mona Iraqi
Mona Iraqi (en arabe : منى عراقي) est une journaliste de télévision égyptienne, notamment présentatrice de l'émission Ce qu'on nous cache sur la chaîne de télévision privée Al Kahera Wal Nas. 

## Affaire du hammam cairote
Le 8 décembre 2014, Mona Iraqi déclenche une polémique en faisant irruption dans un hammam cairote, qui serait un lieu de prostitution masculine, avec des caméras de télévision et la police pour dénoncer publiquement ce qu'elle appelle « la déviance sexuelle ». À la suite de cet événement, une trentaine d'homosexuels sont arrêtés par les autorités égyptiennes tandis que leurs photographies sont diffusées sans être floutées par la journaliste, qui se félicite de cette « victoire morale »,. Après plus d’un mois de détention, les 26 clients et membres du personnel ont été acquittés le 12 janvier 2015. Initialement responsable de la section cairote du festival consacré au court-métrage de Shnit (Suisse) en 2014, elle sera écartée par le comité d'organisation pour son implication dans l'affaire du hammam cairote. En novembre 2015, elle est condamnée à six mois de prison dans cette affaire pour diffamation ; son avocat a déclaré son intention de faire appel.